# Life (Angela Aki)
Life è il quarto album studio della cantante giapponese Angela Aki pubblicato l'8 settembre 2010 dalla Sony Music Japan.

## Singoli
- Ai no Kisetsu (愛の季節; Seasons of Love) è il primo singolo dell'album. Pubblicato il 16 settembre 2009, è stato usato come colonna sonora nella soap opera giapponese di NHK "Tsubasa".[2]
- Kagayaku Hito (輝く人; Shining One), il secondo singolo, è stato pubblicato il 10 aprile 2010. È la prima volta che la Aki suona la chitarra in uno dei suoi brani. La title track è servita da colonna sonora per la soap opera della NHK "Kokoro no Idenshi".[3]

### Altre canzoni
- Life è stata adottata dalla Nissay per lo spot della sua campagna "Mihai Support".[4]
- Every Woman's song è stata pubblicata per promuovere l'album. Ha raggiunto la posizione #2 nella USEN J-Pop Chart; è il primo brano con testo in lingua inglese ad entrare nella top 3.[5]

## Tracce
1. Ai no Kisetsu (愛の季節; Seasons of Love) - 5:04
2. Kagayaku Hito (輝く人; Shining One) - 5:21
3. Every Woman's Song - 4:45
4. Sign (サイン) - 3:44
5. Remember Me - 4:38
6. Unbreakable - 4:04
7. What Are The Roses For? - 3:37
8. Ai to Bansoukou (愛と絆創膏; Love and Plaster) - 4:50
9. Mad Scientist - 4:15
10. The Truth Is Like A Lie - 4:53
11. Bop Bop Bop (Colors Of Your Soul) - 3:33
12. Haha naru Daichi (母なる大地; Mother Earth) - 6:41
13. Life - 4:38

Tracce Bonus (Hong Kong edition)
1. Tegami (Haikei Jūgo no Kimi e) (手紙 ~拝啓 十五の君へ~; Letter (To Your 15-Year-Old Self)) (graduate choral version)

DVD
1. Home (Videoclip)
2. Kokoro no Senshi (Videoclip)
3. Kiss Me Good-Bye (Videoclip)
4. This Love (Videoclip)
5. Sakurairo (Videoclip)
6. Kodoku no Kakera (Videoclip)
7. Tashika Ni (Videoclip)
8. Again (Videoclip)
9. Tegami (Haikei Jūgo no Kimi e) (Videoclip)
10. Ai no Kisetsu (Videoclip)
11. Kagayaku Hito (Videoclip)

## Classifiche
| Classifica                       | Miglior Posizione |
| -------------------------------- | ----------------- |
| Giappone (Oricon Daily Charts)   | 5                 |
| Giappone (Oricon Weekly Charts)  | 5                 |
| Giappone (Oricon Monthly Charts) | 12                |
| World Albums Top 40              | 30                |

## Date di Pubblicazione
| Nazione       | Data              | Formato                      | Etichetta            |
| ------------- | ----------------- | ---------------------------- | -------------------- |
| Giappone      | 8 settembre 2010  | CD, CD+DVD, Digital Download | Sony Music Japan     |
| Corea del Sud | 10 settembre 2010 | CD, CD+DVD                   | Sony Music Korea     |
| Hong Kong     | 14 settembre 2010 | CD                           | Sony Music Hong Kong |